# Azië-Pacific amateurkampioenschap golf
Het Azië-Pacific amateurkampioenschap is een kampioenschap voor amateur golfers. 

## Achtergrond
De eerste editie was in 2009 op Mission Hills, waar sinds 2007 de World Cup wordt gespeeld. Het toernooi wordt ondersteund door de Asia Pacific Golf Confederation (APGC), de R&A en de organisatie van de Masters. In 2011 hebben Samsung en Japan Airlines zich bij ook als partner aangemeld. De volgende edities zullen steeds in andere landen plaatsvinden. 
Bij de tweede editie werd besloten dat de winnaar een wildcard voor de Masters op Augusta en dat de winnaar en finalist direct door mogen naar de finale ronde van de kwalificatie voor het Brits Open. Bovendien krijgt de winnaar een uitnodiging voor de Dubai Desert Classic op de Emirates Golf Club. Dubai heeft voor de Desert Classic  al vaker amateurs uitgenodigd zoals Rory McIlroy en Matteo Manassero. 
Bij de APGC zijn 33 landen aangesloten, waar ruim 4000 golfbanen en 18 miljoen golfers zijn. Het kantoor is in Melbourne. Iedere speler die de cut haalt wordt opgenomen in de World Amateur Golf Ranking net als bij het US Amateur, het Brits Amateur en het Europees Amateur.

## De spelers
Er doen maximaal 120 spelers mee:
- De top 2 spelers uit ieder land aangesloten bij de APGC.
- De top 4 spelers van de World Amateur Golf Ranking uit het land waar gespeeld wordt
- Extra spelers tot een maximum van 6 per land
- Spelers uitgenodigd door de organisatie van het toernooi

| Jaar                              | Toernooi                                                | Winnaar                        |
| Aziatisch amateurkampioenschap    | Aziatisch amateurkampioenschap                          | Aziatisch amateurkampioenschap |
| --------------------------------- | ------------------------------------------------------- | ------------------------------ |
| 2009                              | Mission Hills Golf Club, China                          | Chang-won Han                  |
| 2010                              | Kasumigaseki Country Club, Kasahata Kawagoe City, Japan | Hideki Matsuyama               |
| 2011                              | The Singapore Island Country Club, Singapore            | Hideki Matsuyama               |
| Azië-Pacific amateurkampioenschap |                                                         |                                |
| 2012                              | Amata Spring Country Club, Thailand                     | Tianlang Guan                  |
| 2013                              | Nanshan International Golf Club, China                  | Lee Chang-woo                  |
| 2014                              | Royal Melbourne Golf Club, Australië                    | Antonio Murdaca                |
| 2015                              | Clearwater Bay Golf & Country Club, Hongkong            | Jin Cheng                      |
| 2016                              | Jack Nicklaus Golf Club Korea, Zuid-Korea               | Curtis Luck                    |
| 2017                              | Royal Wellington Golf Club, Nieuw-Zeeland               | Lin Yuxin                      |
| 2018                              | Sentosa Golf Club, Singapore                            | Takumi Kanaya                  |
| 2019                              | Sheshan Golf Club, Volksrepubliek China                 | Lin Yuxin                      |

### Meervoudige winnaars
- Hideki Matsuyama, 2010 en 2011
- Lin Yuxin, 2017 en 2019